# Drachenblut (Album)
Drachenblut ist das zweite Album der deutschen Dark-Metal-Gruppe Mystic Circle und erschien 1998 über das Label Last Episode. Thematisch behandelt das Konzeptalbum die deutsche Nibelungensage und erzählt vom Leben Siegfrieds. Behandelt werden die aus der Sage bekannte Jugend Siegfrieds, die Tötung des Drachens, die Gewinnung des Nibelungenhortes, der Kampf gegen Brünhild, die Doppelhochzeit in Worms, der Sachsenkrieg sowie die Ermordung Siegfrieds und das Versenken des Schatzes im Rhein durch Hagen von Tronje.

## Titelliste
1. Ancient Words
2. Notrum - Sword of might
3. The Dragonslayer
4. King of the Nibelungenhord
5. Isenstein
6. Shadows over Worms
7. Hagen von Tronje
8. Blood from the Xanten’s King
9. Rheingold

Die auf der CD selbst angegebene Titelliste unterscheidet sich aber von der tatsächlichen Anzahl von Titeln, da die Intros der Lieder jeweils einen eigenen Titel darstellen, weshalb es insgesamt 15 Titel sind, von denen aber nur neun einen Namen tragen.

## Handlung
Die von Graf von Beelzebub geschriebenen Texte sind ausschließlich auf Englisch und erzählen die Nibelungensage mit den bekannten Stationen bis zum Tod Siegfrieds und Hagens Versenken des Hortes im Rhein, der darauf folgende Untergang der Burgunder wird hingegen nicht mehr erzählt. In den Texten werden oft Monologe und Dialoge der Protagonisten verwendet.
Siegfried, Prinz am Hof von Xanten und Sohn von Siegmund, dem König der Niederlande, wird von seinem Vater zu dem Schmied Mimer in die Lehre geschickt, um dort als einfacher Lehrling einem dem zukünftigen König würdigen Charakter auszubilden. Dort in der Schmiede hört er von dem Drachen Fafnir, der die Gegend unsicher macht. Siegfried will den Drachen besiegen, er schmiedet sich Notrum, das härter als Stahl ist, dazu eine Rüstung und einen Schild. Er verlässt die Schmiede und macht sich auf den Weg zum Drachenstein. Auf dem Weg dorthin wird er von einem der Gesellen Mimers mit einem Messer angegriffen, kommt diesem jedoch zuvor und trennt ihm mit seinem Schwert den Kopf vom Leib.
Auf seinem Weg zum Drachenstein begegnet ihm der Wagen einer Bauernfamilie. Diese überlässt Siegfried ein Pferd, dessen Besitzer erst vor kurzem ebenfalls versucht hatte, Fafnir das Leben zu nehmen, dabei allerdings ums Leben gekommen ist. Siegfried stellt sich dem Drachen und es entbrennt ein harter und langer Kampf, an dessen Ende Siegfried Fafnir das Schwert in den Schädel sticht. Siegfried badet im Blut des Drachens, durch das seine Haut unverwundbar wird - bis auf eine Stelle an der Schulter, auf das ein Lindenblatt gefallen ist. Siegfried kehrt anschließend zurück nach Xanten, um seinem Vater von seiner Tat zu berichten und so dessen Respekt zu erhalten. Nach einer Weile verlässt er Xanten wieder und begibt sich in fremde Länder. Dabei gelangt er auch in ein Reich, das Nibelungen genannt wird, und hört dort von großen Schätz, die von Zwergen und Riesen bewacht wird. Siegfrieds Gedanken drehen sich jedoch um den Nibelungenhort.
Siegfried trifft auf die beiden Könige Schilbung und Nibelung, die im Streit darüber liegen, wem von beiden der Schatz, den sie hüten, gehört. Im Streit bringen sich die beiden gegenseitig um und Siegfried nimmt das Schwert Balmur an sich. Die Zwerge haben die Vorgänge beobachtet und berichten Alberich, einem Schwarzalben, davon. Alberich, der über eine Tarnkappe verfügt, zieht los, um Siegfried daran zu hindern, den Schatz an sich zu nehmen. Alberich greift diesen an, Siegfried kann jedoch die Tarnkappe in seine Hände bekommen und Alberich ergreifen. Dieser fleht ihn an, sein Leben zu verschonen und sein Sklave zu werden. Er verweist Siegfried jedoch darauf, dass es auf Island noch einen anderen Gegner für ihn gäbe – Brunhilde, eine Tochter Odins, die bislang unbesiegt ist. Viele haben bereits versucht, ihr Herz zu gewinnen, starben dabei allerdings. Drei Wettkämpfe muss man gegen Brunhilde bestehen. Siegfried weist seine Ritter an, ein Kriegsschiff zu bauen und segelt dann in Begleitung von Alberich nach Island.
Dort am Strand werden sie von zwölf Nornen zur Burg gebracht, wo Siegfried Brunhilde im Schwertkampf, Speerwurf und Steinweitwurf besiegt. Sie ist damit seine Sklavin geworden und er beschließt, sie als ein Geschenk für König Gunther nach Worms zu bringen. Siegfried will dessen Schwester Kriemhild zur Frau haben. Brunhilds ergibt sich ihrem Schicksal. In Worms finden große Festlichkeiten statt und es wird eine Doppelhochzeit begangen.
Dann kommt die Kunde, dass Dänen und Sachsen Krieg wollen. Siegfried überzeugt Gunther, dass dies die Gelegenheit ist, sich beide Reiche anzueignen. Siegfried und seine Nibelungenritter ziehen mit tausend Burgundern los, sie können die Feinde besiegen, es werden keine Gefangenen gemacht.
Als Siegfrieds Mutter stirbt, geht er mit Krimhild in die Niederlande, wo er von seinem Vater die Krone erhält. Derweil sinnt Brunhilde auf Rache. Sie spricht mit Hagen von Tronje, einem tapferen Krieger, der all seine Kraft von Odin erhalten hat, zu dem er auch bis zu seinem Tod betete, darüber. Siegfried soll bei den Festlichkeiten zur Sonnenwende getötet werden. Sie laden Siegfried und seine Frau nach Worms ein. Als eine Jagd ansteht, lässt Hagen Kriemhild die verwundbare Stelle Siegfrieds an dessen Kleidung markieren. Dies nutzt Hagen, als sie im Odenwald sind, um ihn mit einem Speer zu töten. Kriemhild weiß, wer der Mörder war und schwört Hagen Rache: Sie will mit dem Nibelungenhort eine Armee erkaufen, um an ihm Rache zu nehmen. Hagen kommt ihr jedoch zuvor und lässt Alberich den Hort nach Worms bringen und dort im Rhein versenken, der damit den dortigen Meerjungfrauen übergeben wird.

## Artwork
Das von Jörg Scheibner gezeichnete Cover-Artwork zeigt links im Bild Siegfried, der einem rechts im Bild befindlichen, auf vier Beinen stehenden und mit Flügeln versehenen Drachen sein Schwert in die Brust rammt. Im Hintergrund ist eine Waldgegend zu erkennen, am Himmel zucken Blitze. Das gesamte Motiv ist in einem violetten Farbton gehalten.

## Rezeption
Wolf-Rüdiger Mühlmann, der laut Eigenaussage das Debüt-Album der Gruppe „einst gnadenlos verrissen hatte“, zeigte sich im Rock Hard von Drachenblut nun überzeugt und gab der Scheibe 8 von 10 Punkten, was er wie folgt begründet: „Da wäre zuerst die prickelnde Spannung genannt, die sich diesmal durch das gesamte Album zieht. Songwriterisches Feingespür, Liebe zum Detail sowie eine kluge Mischung aus infernalischer Raserei und sattem Midtempo sind für das Songwriter-Duo Graf und Aaarrrgon keine Fremdwörter (mehr). Sehr deutlich hört man die Vorlieben der Band für Emperor heraus, allerdings kupfert das Quintett nicht plump ab, sondern nutzte das Konzept der Norweger als qualitativen Maßstab, als Inspiration für eigene Dramaturgie. Als Bereicherung erweist sich der allgegenwärtige Keyboard-Einsatz, der den Sound vielschichtiger macht und Facetten einbringt - man höre die Stücke 'Dragonslayer' und 'Shadows Over Worms'.“ Sein Fazit lautete: „Nicht damals, sondern erst jetzt werden MYSTIC CIRCLE dem Zine-Hype gerecht, denn 'Drachenblut' ist ein gnadenlos starkes Album.“
In einer späteren Ausgabe des Rock Hard meint sein Kollege Björn Thorsten Jaschinski zum 2009 erschienenen dritten Album Nibelung der Gruppe Siegfried, dass mit einem Nibelungen-Konzept im Metal-Bereich bereits Mystic Circle auf Drachenblut „gnadenlos“ gescheitert seien.
Die Seite metal.de hingegen vergab 6/10 und sah darin einen Versuch, Dimmu Borgir nachzuahmen: „Vergingen sich die evil Bubies noch auf dem Debut an Cradle Of Filth [sic!], so haben es ihnen dieses mal scheinbar Dimmu Borgir angetan, zumindest klingt man über große Stecken doch sehr nach den Chartbreaker aus dem Nuclear Blast Stall. Dabei tut die Band alles, möglichst eingängig zu klingen: Bombastische Keyboardmelodien und Gitarrenläufe, öfter mal etwas schnelleres Gekloppe, aber bloß nicht zu ungehobelt klingen!“ Das Album selbst wurde als Plagiat, aber dennoch nicht zwingend schlecht bezeichnet: „Nun kann man von dieser Platte allerdings nicht behaupten, daß sie schlecht ist, sie ist ein Plagiat, sicher, aber kein schlechtes. Wer sich also gerne derartige Wiederholungen in den Schrank stellt, ist herzlich eingeladen, auch hier zuzugreifen, bleiben die Lieder doch teilweise so penetrant im Ohr hängen, daß sich noch einige Schlagerproduzenten ein Scheibchen davon abschneiden könnten.“
Das Magazin voenger.de urteilte, dass Drachenblut besser als sein Vorgänger sei, „aber das bedurfte erstens bei so viel geballter Jämmerlichkeit auf 'Morgenröte...' keiner großen Anstrengungen und zweitens ist dieses Album noch weit von dem entfernt, was ich als durchschnittlich hörenswert bezeichne.“ Dies läge vor allem an der musikalischen Gestaltung: „Die Songs sind allesamt erschreckend vorhersehbar, die Tempowechsel kann man bereits beim zweiten Anhören exakt vorausbestimmen. Dominantes Instrument ist eindeutig das Keyboard, das zum Beispiel in einigen Passagen von 'Notrum - Sword of Night' doch recht interessante Melodien erzeugt, die meiste Zeit aber ermüdend gleichttönig [sic!] klingt. Weiterhin ist der Sound der Gitarren, angesichts der vorgeblichen Referenzfunktion der Band für die deutsche Szene, der Gipfel der Zweckentfremdung. Für mich ist das, was diese Instrumente fabrizieren zumeist ein dunkel rauschendes Hintergrundgeräusch. Viel zu selten geht die Melodieführung weg vom Keyboard zu den Gitarren.“ Kritisiert wurde zudem inhaltlich, dass die Texte der Größe des Themas nicht gerecht werden würden und vor allem die Verwendung der englischen Sprache stümperhaft ausfalle: „Als Verkaufsargument gilt von seiten des Labels und einiger Kritiker bezüglich 'Drachenblut' auch das lyrische Konzept. Die Idee, die Nibelungensage, als Bestandteil hiesiger Kultur, zu thematisieren (ich vermeide bewußt den Ausdruck 'vertonen', denn diesem Anspruch wird dieses Werk zu keiner Sekunde gerecht) ist als solche durchaus begrüßenswert. Die Umsetzung jedoch zwang mich nur noch zum Kopfschütteln. Ich mußte mir nicht die Mühe machen, die Texte auf inhaltliche Vollständigkeit oder Richtigkeit hin zu überprüfen, allein die sprachliche Verwirklichung ist an Peinlichkeit und Dilettantismus kaum zu überbieten. Der englische Sprachschatz von Graf von Beelzebub ist derart jämmerlich, daß er mit seinem, dem Sagenstoff in keinster Weise angemessenen, farblosen und primitivsten Wortmüll, all jene verhöhnt, die sich jemals ernsthaft mit der Umsetzung dieses Themas beschäftigt haben.“ Als Fazit wurde dem Album keine große Bedeutung für die Metal-Szene zugesprochen: „Für die Entwicklung der Szene, sowohl national als auch global, wird dieses Album keine Bedeutung haben. Fest steht aber: Die zweite Veröffentlichung der Deutschen ist textlich eine noch größere Katastrophe als ihr gleichermaßen beschränktes Debut.“
Pierre Tombale gab auf der englischsprachigen Seite metalstorm.net dem Album 6,5 Punkte von 10 Punkten und meinte, dass ihm die Intros der jeweiligen Lieder besser als diese selbst gefielen: „The music itself is ruled by the great work on the keyboard, which is really special and gives the whole album a winterlike-cold atmosphere. The drums are good, but more in the slower parts, the fast parts sound quite mechanic. The guitars are nice, but especially good on the intros and very hard to detect sometimes in the normal songs where the sound is blurred and overloaded in several parts. A solid work on the bass makes the album a round thing, but to me the intros are somehow better than the songs though I was kind of impressed by the first listen.“ Er glaubte auch eine Stelle als von Ensiferum übernommen zu erkennen: „By the way: a short melody use in one track, I don't remember which one now, can be found in a slightly different form on one of Ensiferum's songs.“ Sein Fazit lautete: „The cd artwork is also nice and the keyboard work is fantastic. This mix of attributes does not make it bad nor good, in my humble opinion. If you ever meet this this album, judge for yourselves.“

## Sonstiges
Die drei Lieder Blood from the Xanten's King, Isenstein und Hagen von Tronje finden sich auch auf der 1999 veröffentlichten Live-Veröffentlichung Infernal Gods of War.
Ferner sind die Lieder Sword of Might, The Dragonslayer und King of the Nibelungenhort auf der 2004 veröffentlichten Kompilation Unholy Chronicles (1992-2004) zu finden.
Nachdem das Album damals gemischte Bewertungen erhalten hatte, kam es 2001 mit dem Album Drachenherz der österreichischen Musikgruppe Siegfried zu einem weiteren Versuch, ein Metal-Album zum Nibelungenlied zu machen, diesmal in deutscher Sprache.